# إزالة الاستقطاب

إزالة الاستقطاب أثناء كمون الفعل.

إزالة الاستقطاب في علم وظائف الخلايا هي زوال استقطاب الغشاء الخلوي المدعو بالجهد الغشائي؛ بتأثير إشارة حيوية قادمة على الخلية، وذلك بالتأثير على القنوات الشاردية في الغشاء الخلوي، بحيث تتحرك الأيونات عبر الغشاء مغيرة في فرق الجهد الكهربائي بين جانبي الغشاء الخلوي.
لإزالة الاستقطاب دور رئيسي في نقل السيال العصبي عبر الخلايا العصبية وكذلك في التأثير على انقباض العضلات بما فيها العضلة القلبية. حيث يلعب دورًا مهمًا في كمون الفعل.

## آلية إزالة الاستقطاب
تحافظ الخلايا في «وضع الراحة» على فرق جهد معين عبر غشائها الخلوي يُدعى بالجهد الغشائي، حيث يكون داخل الخلية سالب الشحنة (في العادة -70 ميلليفولت). ينجم فرق الجهد هذا عن اختلاف تركيز الأيونات على جانبي الغشاء الخلوي، حيث تقوم الخلية بنقل أيونات البوتاسيوم إلى داخل الخلية، وأيونات الصوديوم إلى خارجها مستخدمة مضخة تدعى بمضخة الصوديوم والبوتاسيوم مستهلكة لذلك الأدينوسين ثلاثي الفوسفات أو ثلاثي فوسفات الأدينوسين. عند حدوث تحفيز كهربي للخلية أكبر من عتبة التحفيز فإن قنوات الصوديوم في الجدار الخلوي تُفتَح لعبور أيونات الصوديوم إلى داخل الخلية، ومن ثم التقليل من فرق الجهد عبر الغشاء الخلوي، مقللة من «سالبية» داخل الخلية، (مثلاً من -70 إلى -50 ميللي فولت)، هذا يُدعى بإزالة (أو التقليل) من استقطاب الخلية. عادةً ما تحصل إزالة تامة للاستقطاب (إلى الصفر) ثم يتم تجاوز الصفر للوصول إلى عكس للجهد الكهربائي ليصل إلى أرقام موجبة +35 ميللي فولت.

## فرط الاستقطاب
تؤدي عودة الاستقطاب إلى تجاوز جهد الخلية. تستمر أيونات البوتاسيوم في التحرك خارج المحور العصبي كثيرًا بحيث يتم تجاوز جهد الراحة ويصبح جهد الخلية الجديد أكثر سلبية من جهد الراحة. يتم في النهاية إعادة إنشاء جهد الراحة عن طريق إغلاق جميع قنوات الأيون المبوبة بالفولتية ونشاط مضخة الصوديوم والبوتاسيوم.

## الخلايا العصبية
تعتبر إزالة الاستقطاب ضرورية لوظائف العديد من الخلايا في جسم الإنسان، والتي تتمثل في انتقال المنبهات ضمن الخلية العصبية الواحدة (عصبون) وما بين خليتين عصبيتين. تعتمد عمليات استقبال المنبهات والتكامل العصبي لها واستجابة الخلايا العصبية لها على قدرة تلك الخلايا على الاستفادة من إزالة الاستقطاب لنقل المنبهات إما ضمن الخلية العصبية الواحدة أو ما بين الخلايا العصبية المختلفة.

### الاستجابة للتنبيه
تكون منبهات الخلايا العصبية إما فيزيائية أو كهربائية أو كيميائية، وقد تثبط أو تحفز الخلايا العصبية التي تؤثر فيها. ينتقل المنبه المثبط إلى الزوائد الشجرية (العصبونية)، ما يسبب فرط استقطاب الخلية العصبية. يؤدي فرط الاستقطاب الذي يتبع التنبيه المثبط إلى انخفاض إضافي في الجهد داخل الخلية العصبية إلى ما دون جهد الراحة. بعد حدوث فرط استقطاب للخلية العصبية، يؤدي التنبيه المثبط إلى نشوء شحنة سالبة أكبر يجب التغلب عليها لحدوث عملية إزالة الاستقطاب. من ناحية أخرى، تزيد المنبهات المحفزة الجهد الكهربي في الخلية العصبية، ما يؤدي إلى سهولة إزالة استقطابها أكثر مما لو كانت في حالة الراحة. ينتقل التنبيه، سواء كان مثبطًا أو محفزًا، عبر الزوائد الشجرية للخلية العصبية إلى جسم الخلية من أجل حدوث التكامل.

### تكامل المنبهات
يجب على العصب دمج المنبهات المختلفة بمجرد وصولها إلى جسم الخلية قبل أن يتمكن من الاستجابة. تتلاقى المنبات التي انتقلت عبر الزوائد الشجرية عند ربوة المحور العصبي، حيث تتراكم لتحديد الاستجابة العصبية. إذا وصل مجموع المنبهات إلى جهد معين، يُعرف بجهد العتبة، تستمر عملية إزالة الاستقطاب من الربوة إلى أسفل المحور العصبي.

### الاستجابة
تُعرف موجة إزالة الاستقطاب التي تنتقل من ربوة المحور العصبي إلى النهاية المحورية باسم جهد الفعل. تصل جهود الفعل إلى نهاية المحور العصبي، حيث تؤدي إلى تحرر النواقل العصبية من الخلية العصبية. تستمر النواقل العصبية المتحررة من المحور العصبي في تنبيه خلايا أخرى مثل الخلايا العصبية الأخرى أو الخلايا العضلية. بعد أن ينتقل جهد الفعل عبر محور خلية عصبية، يجب استعادة جهد الراحة الغشائي للمحور العصبي قبل أن يتمكن جهد فعل آخر من الانتقال عبره. تُعرف هذه بفترة الجموح (الراحة)، والتي لا تستطيع الخلية العصبية نقل جهد فعل آخر خلالها.

### الخلايا العصوية للعين
يمكن ملاحظة أهمية وتنوع وظائف عملية إزالة الاستقطاب داخل الخلايا في العلاقة ما بين الخلايا العصوية في العين والخلايا العصبية المرتبطة بها. عندما تكون الخلايا العصوية في الظلام، تكون منزوعة الاستقطاب. في الخلايا العصوية، يُحافظ على زوال الاستقطاب عن طريق القنوات الأيونية التي تبقى مفتوحة بسبب الجهد العالي للخلية العصوية في الحالة منزوعة الاستقطاب. تسمح القنوات الأيونية بمرور الكالسيوم والصوديوم بحرية إلى داخل الخلية، ما يحافظ على حالة زوال الاستقطاب. تحرر الخلايا العصوية في حالة زوال الاستقطاب باستمرار النواقل العصبية التي بدورها تنبه الأعصاب المرتبطة بالخلايا العصوية. تنكسر هذه الدورة عندما تتعرض الخلايا العصوية للضوء؛ إذ يؤدي امتصاص الخلية العصوية للضوء إلى إغلاق القنوات التي سهلت دخول الصوديوم والكالسيوم إليها. عندما تُغلق هذه القنوات، تنتج الخلايا العصوية كمية أقل من النواقل العصبية، الأمر الذي يفسره الدماغ على أنه زيادة في الضوء. لذلك، في حالة الخلايا العصوية والخلايا العصبية المرتبطة بها، تؤدي إزالة الاستقطاب إلى منع وصول الإشارة إلى الدماغ بدلًا من تحفيز نقلها.